# I. Rákóczi Ferenc
Felsővadászi I. Rákóczi Ferenc (Gyulafehérvár, 1645. február 24. – Zboró, 1676. július 8.) választott erdélyi fejedelem 1652-ben, akinek a méltóságát édesapja 1660-as halála után nem erősítették meg.

## Élete
1645. február 24-én született II. Rákóczi György fejedelem és Báthory Zsófia egyetlen fiaként. Még apja életében, 1652. február 18-án Erdély fejedelmévé választotta a gyulafehérvári országgyűlés. 1660. május 22-én a szászfenesi csatában II. Rákóczi György megsebesült, majd június 7-én meghalt. I. Rákóczi Ferenc ezután már nem tudta visszaszerezni korábbi hatalmát. 1661. augusztus 15-én ő és édesanyja, Báthory Zsófia rekatolizáltak.
1666. január 1-jén I. Rákóczi Ferenc Sáros vármegye örökös főispánja lett. Március 1-jén feleségül vette Zrínyi Ilonát. Ekkor még élvezte I. Lipót császár bizalmát, és megkapta Sáros vármegye örökös főispáni tisztségét is.
A Wesselényi-összeesküvésbe bonyolódva, az 1670-es tiszavidéki felkelés leveretése után csak anyja és a jezsuiták közbenjárására, nagy váltságdíj árán menekülhetett meg a büntetéstől. 1671. február 21–én megszületett az egyezség Báthory Zsófia és Lipót császár között: Rákóczi váltságdíj és várainak többségének az átengedése fejében büntetlen maradt. Ettől kezdve egészen haláláig semleges próbált maradni a császári csapatok és a bujdosók között zajló harcokban, miközben a bujdosók többször birtokára támadtak.
I. Rákóczi Ferenc és Zrínyi Ilona elsőszülött, György nevű fia nem sokkal születése után még csecsemőkorában, 1667-ben meghalt. 1672-ben született leányuk, Julianna és 1676-ban második fiuk, Ferenc.
Nem sokkal második fia születése után 1676. július 8-án a makovicai uradalomhoz tartozó Zborón I. Rákóczi Ferenc meghalt. Kassán temették el.

## Származása
| I. Rákóczi Ferenc (Gyulafehérvár, 1645. febr. 24.– Zboró, 1676. júl. 8.) erdélyi fejedelem | Apja: II. Rákóczi György (Sárospatak, 1621. jan. 30.– Nagyvárad, 1660. jún. 7.) erdélyi fejedelem | Apai nagyapja: I. Rákóczi György (Szerencs, 1593. jún. 8.– Gyulafehérvár, 1648. okt. 11.) erdélyi fejedelem | Apai nagyapai dédapja: felsővadászi Rákóczi Zsigmond (Felsővadász, 1544 vagy 1554– Felsővadász, 1608. dec. 5.) erdélyi fejedelem |
| I. Rákóczi Ferenc (Gyulafehérvár, 1645. febr. 24.– Zboró, 1676. júl. 8.) erdélyi fejedelem | Apja: II. Rákóczi György (Sárospatak, 1621. jan. 30.– Nagyvárad, 1660. jún. 7.) erdélyi fejedelem | Apai nagyapja: I. Rákóczi György (Szerencs, 1593. jún. 8.– Gyulafehérvár, 1648. okt. 11.) erdélyi fejedelem | Apai nagyapai dédanyja: Gerendi Anna                                                                                             |
| I. Rákóczi Ferenc (Gyulafehérvár, 1645. febr. 24.– Zboró, 1676. júl. 8.) erdélyi fejedelem | Apja: II. Rákóczi György (Sárospatak, 1621. jan. 30.– Nagyvárad, 1660. jún. 7.) erdélyi fejedelem | Apai nagyanyja: Lorántffy Zsuzsanna (Ónod, 1600 körül– Sárospatak, 1660. ápr. 18.)                          | Apai nagyanyai dédapja: Lorántffy Mihály (?–1619 körül)                                                                          |
| I. Rákóczi Ferenc (Gyulafehérvár, 1645. febr. 24.– Zboró, 1676. júl. 8.) erdélyi fejedelem | Apja: II. Rákóczi György (Sárospatak, 1621. jan. 30.– Nagyvárad, 1660. jún. 7.) erdélyi fejedelem | Apai nagyanyja: Lorántffy Zsuzsanna (Ónod, 1600 körül– Sárospatak, 1660. ápr. 18.)                          | Apai nagyanyai dédanyja: Zeleméri Borbála (?–1610 előtt)                                                                         |
| I. Rákóczi Ferenc (Gyulafehérvár, 1645. febr. 24.– Zboró, 1676. júl. 8.) erdélyi fejedelem | Anyja: Báthory Zsófia (Somlyó, 1629– Munkács, 1680. jún. 14.)                                     | Anyai nagyapja: Báthory András (Lengyelország, 1597– 1637)                                                  | Anyai nagyapai dédapja: somlyói Báthory István (1553– 1601. febr. 24.) krasznai főispán                                          |
| I. Rákóczi Ferenc (Gyulafehérvár, 1645. febr. 24.– Zboró, 1676. júl. 8.) erdélyi fejedelem | Anyja: Báthory Zsófia (Somlyó, 1629– Munkács, 1680. jún. 14.)                                     | Anyai nagyapja: Báthory András (Lengyelország, 1597– 1637)                                                  | Anyai nagyapai dédanyja: Kosztka Zsófia                                                                                          |
| I. Rákóczi Ferenc (Gyulafehérvár, 1645. febr. 24.– Zboró, 1676. júl. 8.) erdélyi fejedelem | Anyja: Báthory Zsófia (Somlyó, 1629– Munkács, 1680. jún. 14.)                                     | Anyai nagyanyja: Zakreszka Anna (Lengyelország, 1600 körül– 1658. márc. 28.)                                | Anyai nagyanyai dédapja: Jan Zakrzewski                                                                                          |
| I. Rákóczi Ferenc (Gyulafehérvár, 1645. febr. 24.– Zboró, 1676. júl. 8.) erdélyi fejedelem | Anyja: Báthory Zsófia (Somlyó, 1629– Munkács, 1680. jún. 14.)                                     | Anyai nagyanyja: Zakreszka Anna (Lengyelország, 1600 körül– 1658. márc. 28.)                                | Anyai nagyanyai dédanyja: Dorothea Podlodowska                                                                                   |